# فرودگاه استیجاری میلویل
فرودگاه شهری میلویل (به انگلیسی: Millville Municipal Airport) یک فرودگاه همگانی بهره‌برداری هوایی با کد یاتا MIV است که یک باند فرود آسفالت دارد و طول باند آن ۱۸۲۹ متر است. این فرودگاه در کشور ایالات متحده آمریکا قرار دارد و در ارتفاع ۲۶ متری از سطح دریا واقع شده‌است.